# 2002 VD138
2002 VD138, também escrito como 2002 VD138, é um objeto transnetuniano que está localizado no Cinturão de Kuiper, uma região do Sistema Solar. Este corpo celeste é classificado como um plutino, pois, o mesmo está em uma ressonância orbital de 2:3 com o planeta Netuno. Ele possui uma magnitude absoluta de 8,1 e tem um diâmetro estimado com 106 km.

## Descoberta
2002 VD138 foi descoberto no dia 7 de novembro de 2002, pelo astrônomo Marc W. Buie.

## Órbita
A órbita de 2002 VD138 tem uma excentricidade de 0,146 e possui um semieixo maior de 39,500 UA. O seu periélio leva o mesmo a uma distância de 33,747 UA em relação ao Sol e seu afélio a 45,252 UA.